# 床上用品

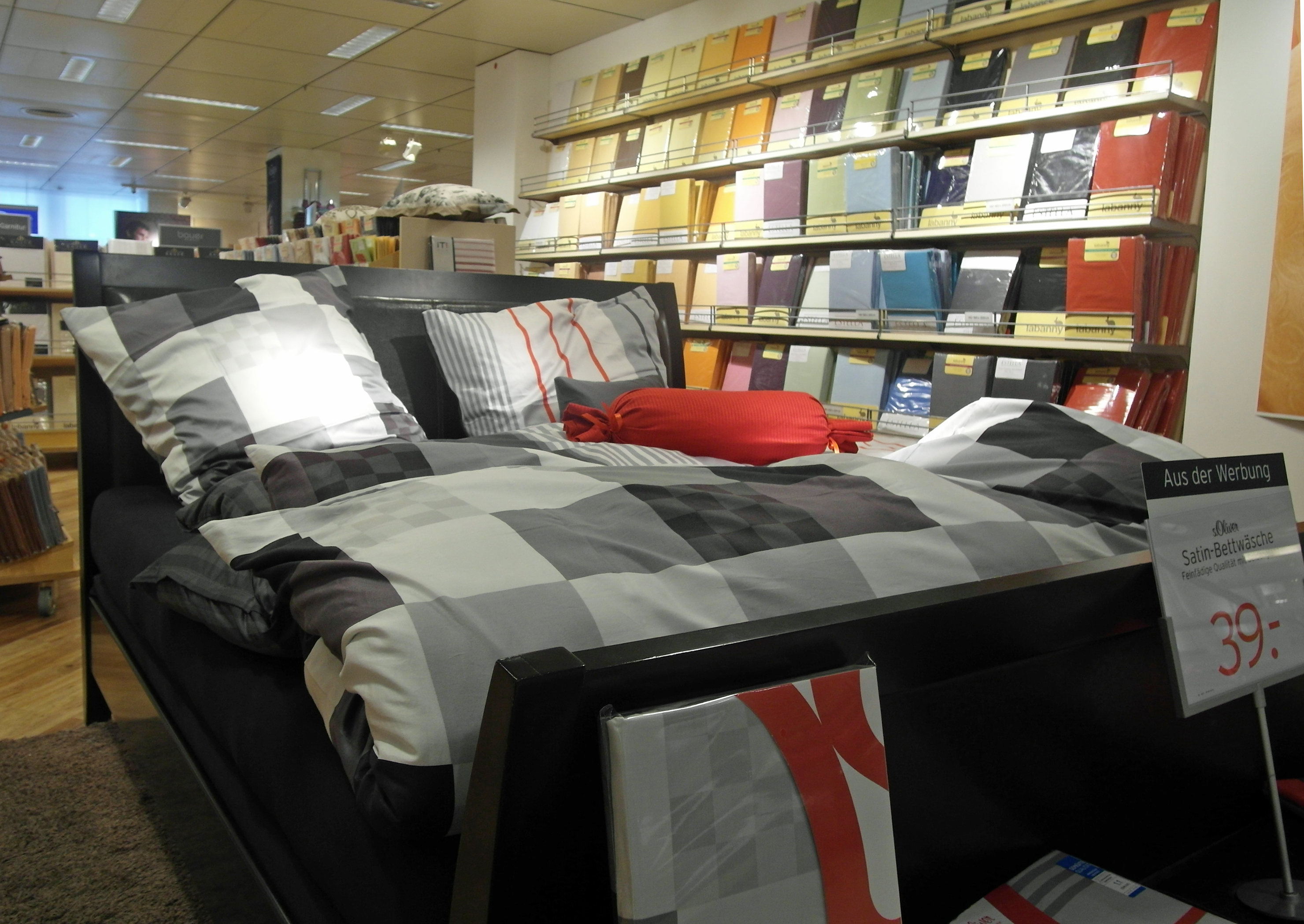
零售店的床上用品

床上用品是一种覆盖在床垫上用于保暖、保持卫生、提供保护的物品，还具备装饰功能。床上用品是一种对于人类的睡眠环境而言，是可以清洗、移动的。为了提高睡眠的舒适度，在各种室温下使用不同的床上用品，它们能够随时清洗和随季节变化更换。在美式英语当中，床上用品并不包括床垫、床架、床垫（比如弹簧床垫），但是在英式英语中包含上述全部。在澳大利亚和新西兰，床上用品会被称为“manchester”。
一套床上用品经常包括一个平整合适的床单包裹着床垫；一个扁平的床单；或是毛毯、被子、羽绒被，有时羽绒被会取代床单或加在床单上面。在一些寒冷的地方，添加一些毛毯是必要的保温措施。对于儿童和一些成人来说，会使用填充动物、玩偶和柔软的玩具装饰床。虽然它们提供给睡觉者更多温暖的感觉，但是这些都不包括在床的设计上。